# Bonfiglio Guelfucci
Bonfiglio Guelficci (Belgodere, 1721 – Belgodere, 6 marzo 1813) è stato un politico, presbitero e scrittore italiano, segretario generale dell'Ordine dei Servi di Maria e membro dell'Accademia della Crusca.
Assieme ai preti Erasmo Orticoni e Gregorio Salvini fu uno dei protagonisti della rivolta della Balagna contro la Repubblica di Genova.

## Biografia
Nato nel 1721 a Belgodere, paese dell'Alta Corsica durate in dominio genovese, entrò in seminario e a Roma entrò nell'Ordine dei Servi di Maria diventando segretario generale dell'ordine. 
Professore di teologia insegnò in Spagna all'Università di Salamanca e all'Università di Alcalà; nel gennaio del 1763 ritornò nell'isola per ordine dei superiori per visitare i conventi del suo ordine. Nel 1764 concluse il suo libro Memorie per servire alla Storia delle Rivoluzioni di Corsica dal 1729 al 1764 che in seguito verrà apprezzato anche da Napoleone.
Nel novembre 1764 venne nominato professore di teologia e storia eccleastica dell'Università della Corsica fondata da Pasquale Paoli, ma nel 1765 va a Roma ma poco dopo ritorna nell'isola per aiutare le truppe di Pasquale Paoli nella lotta contro la Repubblica di Genova e poi contro la Francia.
Nel maggio 1769 lascia l'isola dopo la sconfitta delle truppe paoline nella Battaglia di Ponte Nuovo e fugge a Livorno da dove prepara l'esilio di Pasquale Paoli, a luglio assieme a Paoli fugge a Londra e durante la fuga si incontra a Mantova a luglio anche con l'Imperatore d'Austria Giuseppe II d'Asburgo.
In seguito alla morte di Pasquale Paoli tornò in Corsica per trascorrere gli ultimi anni della sua vita e morì a 91 anni nel suo paese natale.
Nel settembre del 1790 viene eletto membro del Consiglio Generale della Corsica e nel giugno del 1794 proclama la nascita del Regno di Corsica e l'indipendenza dalla Francia.
Scrisse assieme a Carlo Andrea Pozzo di Borgo la Costituzione del Regno di Corsica, redatta nel luglio 1794 ed entrata in vigore lo stesso anno dopo la ratifica della Consulta di Corte che rimase in vigore fino alla riannessione definitiva alla Francia nell'ottobre del 1796.
Fu anche membro dell'Accademia della Crusca e segretario di U babbu di a patria Pasquale Paoli.

## Opere
- Campulori, La Corsica a suoi figli, 1760
- Memorie per servire alla Storia delle Rivoluzioni di Corsica dal 1729 al 1764, 1764
- Costituzione del Regno di Corsica, luglio 1794
- Memorie del padre Bonfiglio Guelfucci, Societé des Sciences Historiques et Naturelles de la Corse, Bastia, 1882